# Дбейба, Абдель Хамид
Абдель Хамид ад-Дбейба (араб. عبد الحميد الدبيبة‎; род. 13 февраля 1959, Мисрата) — ливийский предприниматель, политический и государственный деятель. Действующий премьер-министр Ливии с 15 марта 2021 года.

## Биография
Родился в 1959 году (по другим данным, в 1958 году) в Мисурате. 
Окончил Университет Торонто в Канаде, по специальности инженер-строитель, получил степень магистра инженерных наук.
Дбейба вернулся в Мисурату во время строительного бума. В течение карьеры бизнесмена был вовлечён в политику как доверенное лицо правящей партии «Арабский социалистический союз». Он завоевал доверие Муаммара Каддафи, лидера Ливии в 1969—2011 годах, который в 2007 году поручил ему руководить государственной «Ливийской инвестиционно-девелоперской компанией», отвечающей за некоторые из крупнейших проектов общественных работ в стране, включая строительство жилья в родном городе Каддафи Сирте.
Был менеджером футбольного клуба «Аль-Иттихад».
В 2020 году основал движение Ливия аль-Мустакбал (Ливия будущего, ليبيا المستقبل‎), однако активное участие в политической жизни оно не принимало.
Абдель Хамид ад-Дбейба был избран главой нового правительства 5 февраля 2021 года на Форуме ливийского политического диалога (ФЛПД, LPDF) в Швейцарии. 15 марта 2021 года возглавил правительство национального единства, главной задачей которого является проведение парламентских выборов 24 декабря 2021 года.
Ряд СМИ называет его проэрдоганским политиком, имеющим близкие отношения с Турцией.
В сентябре 2021 года Палата представителей Ливии выразила вотум недоверия правительству Абдель Хамида Дбейбы, однако Высший государственный совет Ливии признал этот акт недействительным, заявив, что процедура отзыва доверия правительству не предусмотрена действующей конституцией.
Его должность оспаривается с 10 февраля 2022 года, после того как Палата представителей Ливии избрала Фатхи Башагу премьер-министром. Однако Дбейбе отклонил назначение Башаги премьер-министром, заявив, что он передаст власть только после общенациональных выборов. Халифа Хафтар и его Ливийская национальная армия приветствовали назначение Башаги. 10 февраля 2022 года Дбейба пережил покушение на убийство, когда нападавшие обстреляли его машину. По словам близкого к нему источника в правительстве, он не пострадал в условиях интенсивной борьбы фракций за контроль над правительством. Организация Объединённых Наций продолжает признавать Дбейбе временным премьер-министром. В январе 2024 года Дбейбе призвал к восстановлению ливийской монархии при Мухаммаде ас-Сануси в качестве решения проблемы нестабильности в стране.

## Личная жизнь
Женат. Имеет шестерых детей.